# Ehekirchen
Ehekirchen er en kommune i landkreis Neuburg-Schrobenhausen i regierungsbezirk Oberbayern, i den tyske delstat Bayern.

## Geografi
Ehekirchen ligger i Planungsregion Ingolstadt, 13 km syd for Neuburg an der Donau.
I kommunen ligger ud over Ehekirchen, landsbyerne Ambach, Bonsal, Buch, Dinkelshausen, Fernmittenhausen, Haselbach, Hollenbach, Schönesberg, Walda, Holzkirchen, Nähermittenhausen, Seiboldsdorf, Schainbach, og Weidorf.